# Бінья Ран I
Бінья Ран I (бірм. ပထမ ဗညားရံ, монська ပထမ ဗညာရာံ; 1395 — 1446) — 11-й володар монської держави Гантаваді у 1424—1446 роках.

## Життєпис

### Молоді роки
Син Разадаріта, царя Гантаваді, та Туддхамаї. Народився 1395 року. Виховувався в царському палаці в Пегу. Згодом призначено намісником міста Басейн, отримавши ім'я Бінья Басейн. У листопаді 1412 року доєднався до війська свого зведеного брата Бінья Дала, що діяв біля міста П'ї проти аванського війська. У першій сутичці разом зі зведеним братом Бінья Дгаммаразою за межами Дали відтіснив аванського командувача Міньєчавсву після того, як основна армія Бінья Дали була розбита. У 1414—1415 роках брав участь у захисті столиці Пегу, коли його батько вирішив відступити до Мартабану. Разом з Бінья Далою виніс основний тягар атак ворожого війська, але саме Дгаммараза очолив успішну контратаку, завдавши ворогові повної поразки. В наступні роки брав участь у кампаніях батька проти царства Ава.
Після смерті Разадаріта 1421 року владу перебрав брат Бінья Дгаммараза, хоча Бінья Басейн мав також претензії на трон. Невдовзі він повстав, але швидко замирився з братом-володарем, отримавши посаду офіційного спадкоємця трону. Тоді ж змінив ім'я на Бінья Ран. Невдовзі отримав також до Басейну усе гирло Іраваді (фактично західну частину Гантаваді). Але невдовзі Ран нахабно зайняв Далу і Дагон, які належали провінції Пегу. Ситуацію погіршувала боротьба між придворними групами знаті. Напередодні вторгнення Ави в сухий сезон 1422 року Бінья Ран фактично контролював усю дельту Іраваді, а також південь провінції Пегу.
У листопаді 1422 року аванське військо знову атакувало Гантаваді в частині, якою володів Бінья Ран, який нічого не зміг протидіяти, втративши гирло Іраваді та місто Дала. Ран відступив до міста Дагон, яке було сильно укріплено. Через місяць після облоги, у січні 1423 року, Ран запропонував шлюбний союз, запропонувавши свою молодшу сестру Шінсобу аванському цареві Тхіхату. Він також передав місто Тарраваді останньому.

### Панування
У 1424 році після смерті Дгамаррази власною дружиною захопив трон Гантаваді. Прийняв тронне ім'я Рама Разадаріт. Зберіг за іншим братом — Бінья Чаном — Мартабан зі східними землями, де останній мав майже незалежну владу. В свою чергу Бінья Ран I 1427 року підтримав повстання Тхінхая III, намісника Таунгу, і Тхіхапате III, намісника Таунгдвіна, проти нового аванського володаря Могньїнтадо. Військо Гантаваді захопило важливе місто Тарраваді. Наміру Могньїнтадо рушити проти Бінья Рана I завадило війна з претендентом Міньє Чавхтіном.
У 1429 році сестра Шінсобу таємно втекла до Пегу. Бінья Ран прийняв свою старшу сестру з великою шаною. Того ж року оженився на доньці Тінхаї III з Таунгу, домовившись поновити війну проти Ави. У жовтні 1430 року місто П'ї опинилося в облозі військ Таунгу і Гантаваді. В лютому 1431 року уклав мирну угоду з Могньїнтадо, отримавши міста Тарраваді та Паунгде, оженившись на небозі аванського володаря Сомін Вімалудеві. Натомість відмовився від підтримки Таунгу.
1435 році втрутився у боротьбу за владу в Таунгу, внаслідок чого 1436 року Бінья Ран I поставив там свого васала — Со Оо II. 1437 року допоміг останнього приборкати проти того заколот, після чого вони спільно виступили проти Ави, внаслідок чого змусив Могньїнтадо визнати зверхність гантаваді над Таунгу.
1440 року поновилася війна з Авою, де до влади прийшов Міньєчавсва I, який зумів завдати поразки військам Таунгу, поваливши Со Оо II, поставивши свого намісника Тараб'ю. Бінья Ран I не зміг відвоювати це місто, але війна з Авою припинилася, оскільки Міньєчавсва I стикнувся з нападами шанських князівств.
Помер Бінья Ран I 1446 року. Йому спадкував небіж і названий син Бінья Вару.